# Gaitana
Gaitana-Lourdes Essami (Oekraïens: Гайта-Лурдес Ессамі) (Kiev, 29 september 1979) is een Oekraïense zangeres.

## Biografie
Essami werd in 1979 geboren in Kiev, in de voormalige Sovjet-Unie. Meteen na haar geboorte verhuisde de familie naar Congo-Brazzaville, waar haar vader vandaan kwam. Daar woonde ze vijf jaar, waarna ze samen met haar moeder terugkeerde naar Oekraïne. Haar vader bleef in Brazzaville. Sedert 1995 is ze actief in de Oekraïense muziekbusiness. Ze zingt in het Oekraïens, Engels en Russisch, en spreekt ook Frans en Lingala.
In februari 2012 won Gaitana de Oekraïense nationale finale van het Eurovisiesongfestival. Zij mocht zodoende Oekraïne vertegenwoordigen op het Eurovisiesongfestival 2012, dat gehouden zal worden in de Azerbeidzjaanse hoofdstad Bakoe. Ze was daar te horen met het Engelstalige nummer Be my guest, dat als vijftiende eindigde. Ook werd dit liedje veel gebruikt bij het EK voetbal dat jaar in Oekraïne en Polen.

## Discografie

### Singles
| Single met hitnotering(en) in de Vlaamse Ultratop 50 | Datum van verschijnen | Datum van binnenkomst | Hoogste positie | Aantal weken | Opmerkingen |
| ---------------------------------------------------- | --------------------- | --------------------- | --------------- | ------------ | ----------- |
| Be my guest                                          | 2012                  | 02-06-2012            | tip57*          |              |             |